# Simtek S951

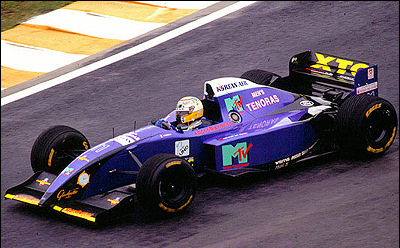
Domenico Schiattarella im Simtek S951

Der Simtek S951 kam in der Saison 1995 zum Einsatz und ist der zweite und letzte Formel-1-Rennwagen des britischen Formel-1-Teams Simtek.

## Entwicklungsgeschichte und Technik
Entworfen wurde er von Nick Wirth, Teamchef sowie Gründer des Rennstalls. Der Wagen war zunächst für den Italiener Domenico Schiattarella und den Niederländer Jos Verstappen vorgesehen, der ein Jahr zuvor bei Benetton Formula unter Vertrag stand. Der Japaner Hideki Noda wurde als Testfahrer eingesetzt und sollte in der zweiten Saisonhälfte Schiattarella als Nr. 1 ablösen.
Angetrieben wurde der S951 von einem V8-Zylinder-Motor der Ford-Cosworth-Reihe. Das Fahrzeug gilt als Weiterentwicklung des Simtek S941 aus der Vorsaison und erwies sich wettbewerbsfähiger als sein Vorgänger. Jos Verstappen konnte sich regelmäßig für die mittleren Startplätze qualifizieren und während der Rennphasen trotz zahlreicher Ausfälle mit dem Mittelfeld konkurrieren.

## Renngeschichte
Beim Großen Preis von Monaco, dem fünften Saisonrennen, gab Nick Wirth bekannt, dass sein Team mit mehr als 6 Millionen Pfund verschuldet sei. Finanzielle Unterstützung hatte man sich vor allem von den Sponsoren Nodas erhofft, die sich jedoch als Folge des Erdbebens von Kōbe aus dem Renngeschäft zurückgezogen hatten. Simtek verzichtete auf das nächste Rennen in Kanada und meldete Insolvenz an. Die Fahrzeuge wurden im Rahmen der Liquidierung verkauft und waren danach nur noch bei historischen Meisterschaften und Ausstellungen zu sehen.

## Statistik

### Resultate
| Fahrer                          | Nr.                             | 1   | 2   | 3   | 4  | 5   | 6 | 7 | 8 | 9 | 10 | 11 | 12 | 13 | 14 | 15 | 16 | 17 | Punkte | Rang |
| ------------------------------- | ------------------------------- | --- | --- | --- | -- | --- | - | - | - | - | -- | -- | -- | -- | -- | -- | -- | -- | ------ | ---- |
| Formel-1-Weltmeisterschaft 1995 | Formel-1-Weltmeisterschaft 1995 |     |     |     |    |     |   |   |   |   |    |    |    |    |    |    |    |    | 0      | 13.  |
| Domenico Schiattarella          | 011                             | DNF | 9   | DNF | 15 | DNF |   |   |   |   |    |    |    |    |    |    |    |    | 0      | 13.  |
| Jos Verstappen                  | 012                             | DNF | DNF | DNF | 12 | DNF |   |   |   |   |    |    |    |    |    |    |    |    | 0      | 13.  |

| Legende  | Legende            | Legende                                                          |
| Farbe    | Abkürzung          | Bedeutung                                                        |
| -------- | ------------------ | ---------------------------------------------------------------- |
| Gold     | –                  | Sieg                                                             |
| Silber   | –                  | 2. Platz                                                         |
| Bronze   | –                  | 3. Platz                                                         |
| Grün     | –                  | Platzierung in den Punkten                                       |
| Blau     | –                  | Klassifiziert außerhalb der Punkteränge                          |
| Violett  | DNF                | Rennen nicht beendet (did not finish)                            |
| Violett  | NC                 | nicht klassifiziert (not classified)                             |
| Rot      | DNQ                | nicht qualifiziert (did not qualify)                             |
| Rot      | DNPQ               | in Vorqualifikation gescheitert (did not pre-qualify)            |
| Schwarz  | DSQ                | disqualifiziert (disqualified)                                   |
| Weiß     | DNS                | nicht am Start (did not start)                                   |
| Weiß     | WD                 | zurückgezogen (withdrawn)                                        |
| Hellblau | PO                 | nur am Training teilgenommen (practiced only)                    |
| Hellblau | TD                 | Freitags-Testfahrer (test driver)                                |
| ohne     | DNP                | nicht am Training teilgenommen (did not practice)                |
| ohne     | INJ                | verletzt oder krank (injured)                                    |
| ohne     | EX                 | ausgeschlossen (excluded)                                        |
| ohne     | DNA                | nicht erschienen (did not arrive)                                |
| ohne     | C                  | Rennen abgesagt (cancelled)                                      |
| ohne     | keine WM-Teilnahme |                                                                  |
| sonstige | P/fett             | Pole-Position                                                    |
| sonstige | 1/2/3/4/5/6/7/8    | Punktplatzierung im Sprint-/Qualifikationsrennen                 |
| sonstige | SR/kursiv          | Schnellste Rennrunde                                             |
| sonstige | *                  | nicht im Ziel, aufgrund der zurückgelegten Distanz aber gewertet |
| sonstige | ()                 | Streichresultate                                                 |
| sonstige | unterstrichen      | Führender in der Gesamtwertung                                   |